# 匯賢居 (香港)

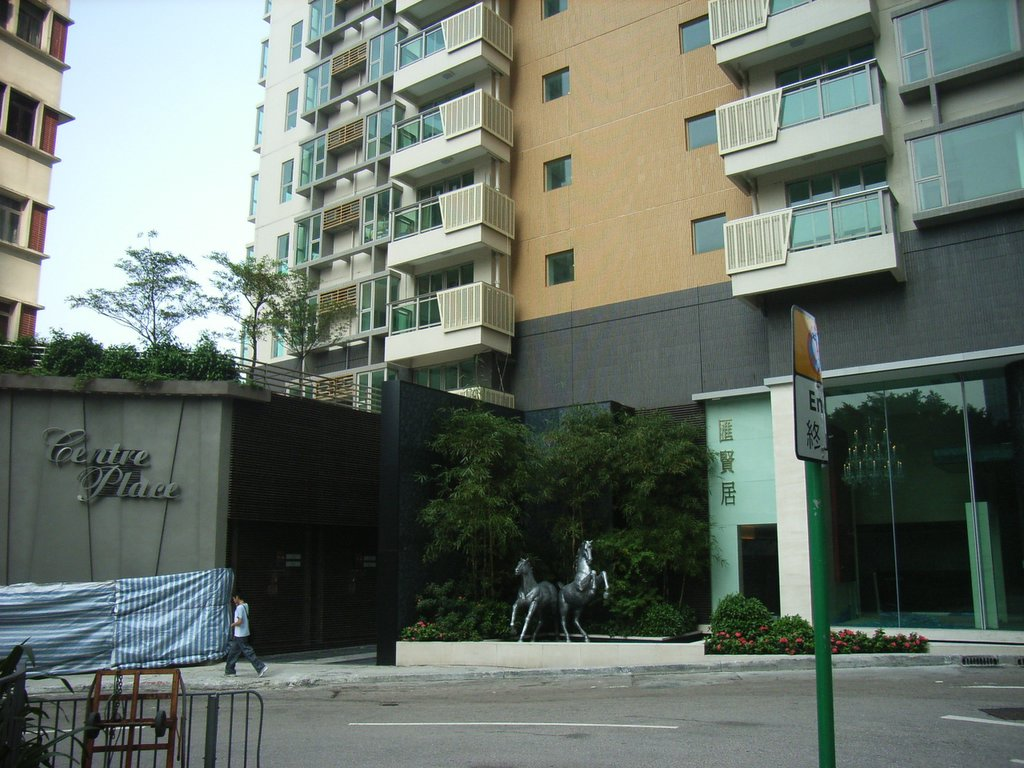
正門入口

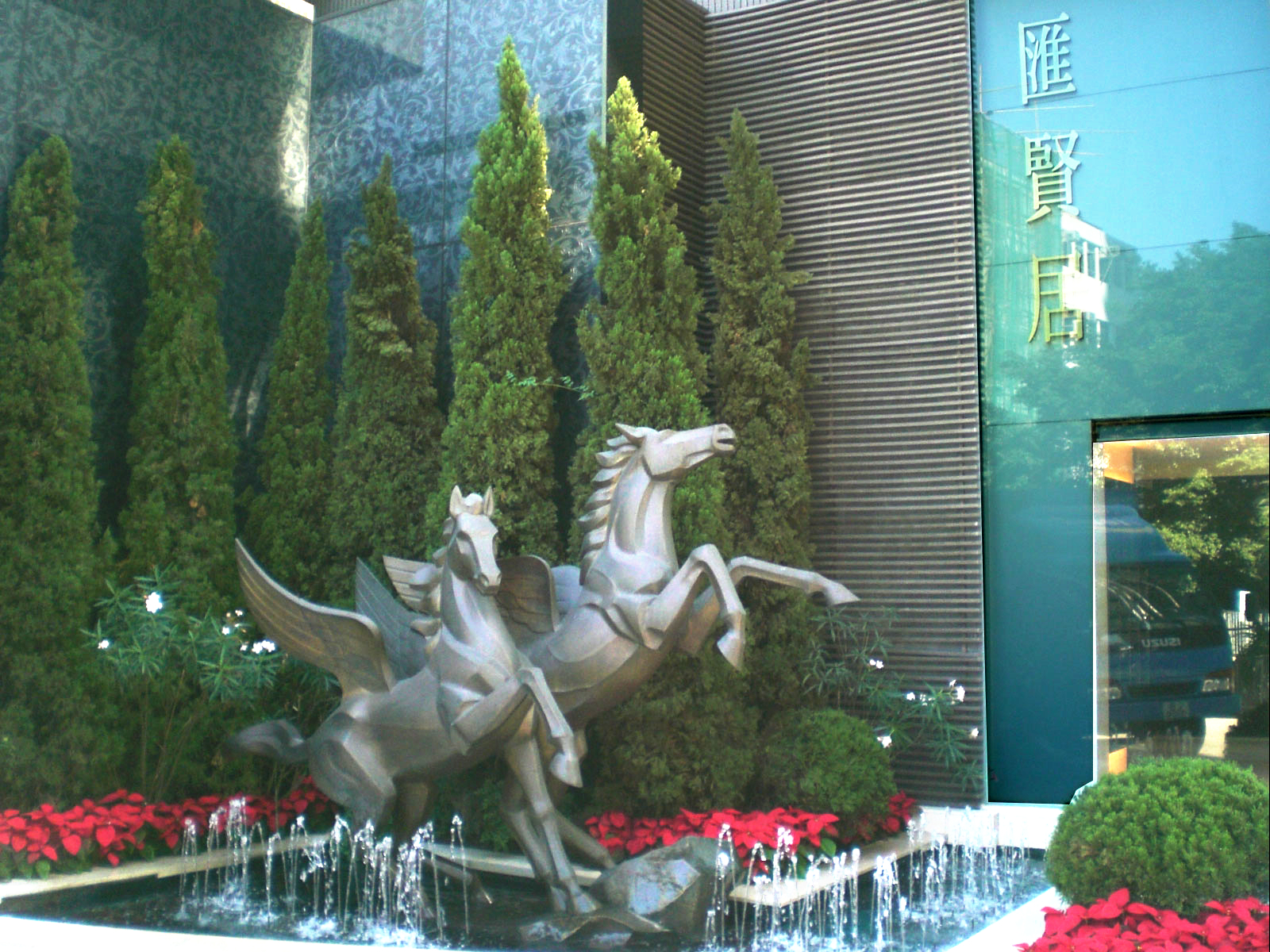
近般咸道的正門

匯賢居（英語：Center Place），位於香港港島中西區西營盤高街1號的私人單幢住宅物業，與半山區非常接近。由恒基兆業發展，於2007年5月31日入伙。項目在2006年曾經推售，它的名字及銷售方式是模仿另一樓盤聚賢居的。

## 住宅
項目為單幢式發展，樓高31層，提供95個單位，以兩房小型單位為主。最低層1樓單位均屬附連私家平台花園（315至803平方呎）的特色戶；2至23樓則是每層4伙的標準樓層；26至31樓屬每層只設兩伙的「行政樓層」，共提供12個相連單位。

## 設施
物業設有雙會所「高朋敍」，位於1樓及25樓，佔地共約5,000方呎，提供的設施逾20項，惟以小巧的室內設施主導，包括兒童會所、宴會室、影音室及電腦室等。

## 鄰近
匯賢居在西營盤高街1號，即是般咸道近上環合一堂與西環東邊街之間，它的西面有香港佐治五世紀念公園、西營盤社區綜合大樓，學校網是小學第11區，中學是中西區名校網。
- 香港大學
- 合一堂
- 香港佐治五世紀念公園
- 西營盤社區綜合大樓
- 育賢坊

## 交通
| 交通路線列表                                 |
| -------------------------------------------- |
| 港鐵 - █ 港島綫：西營盤站C出口（步行13分鐘） |

## 外部連結
- 匯賢居物業資料

22°17′06″N 114°08′46″E / 22.2849°N 114.1461°E
1. ↑  匯賢居 行政樓層用料升級 《明報》 2006-12-16[]